# François Fargère
François Fargère (1 de setembre de 1985) és un jugador d'escacs francès que té el títol de Gran Mestre Internacional des del 2009.
A la llista d'Elo de la FIDE de juliol de 2015, hi tenia un Elo de 2.420 punts, cosa que en feia el jugador número 66 (en actiu) de França. El seu màxim Elo va ser de 2.520 punts, a la llista del març de 2011.

## Resultats destacats en competició
Va començar a jugar a escacs als vuits anys. El 1995 i 1999 guanyà el campionat de França per edats. L'agost del 2009 fou tercer a l'Obert de Sants amb 8 punts de 9, amb els mateixos punts però per darrere de Alexandr Fier i Michał Krasenkow. El 2010 fou campió de l'Obert d'Holanda.